# فرودگاه آبی کوول هاربر
فرودگاه آبی کوول هاربر (به انگلیسی: Coal Harbour Water Aerodrome) یک فرودگاه همگانی است که یک باند فرود آب دارد. این فرودگاه در کشور کانادا قرار دارد و در ارتفاع ۰ متری از سطح دریا واقع شده‌است.